# Britské velvyslanectví v Berlíně

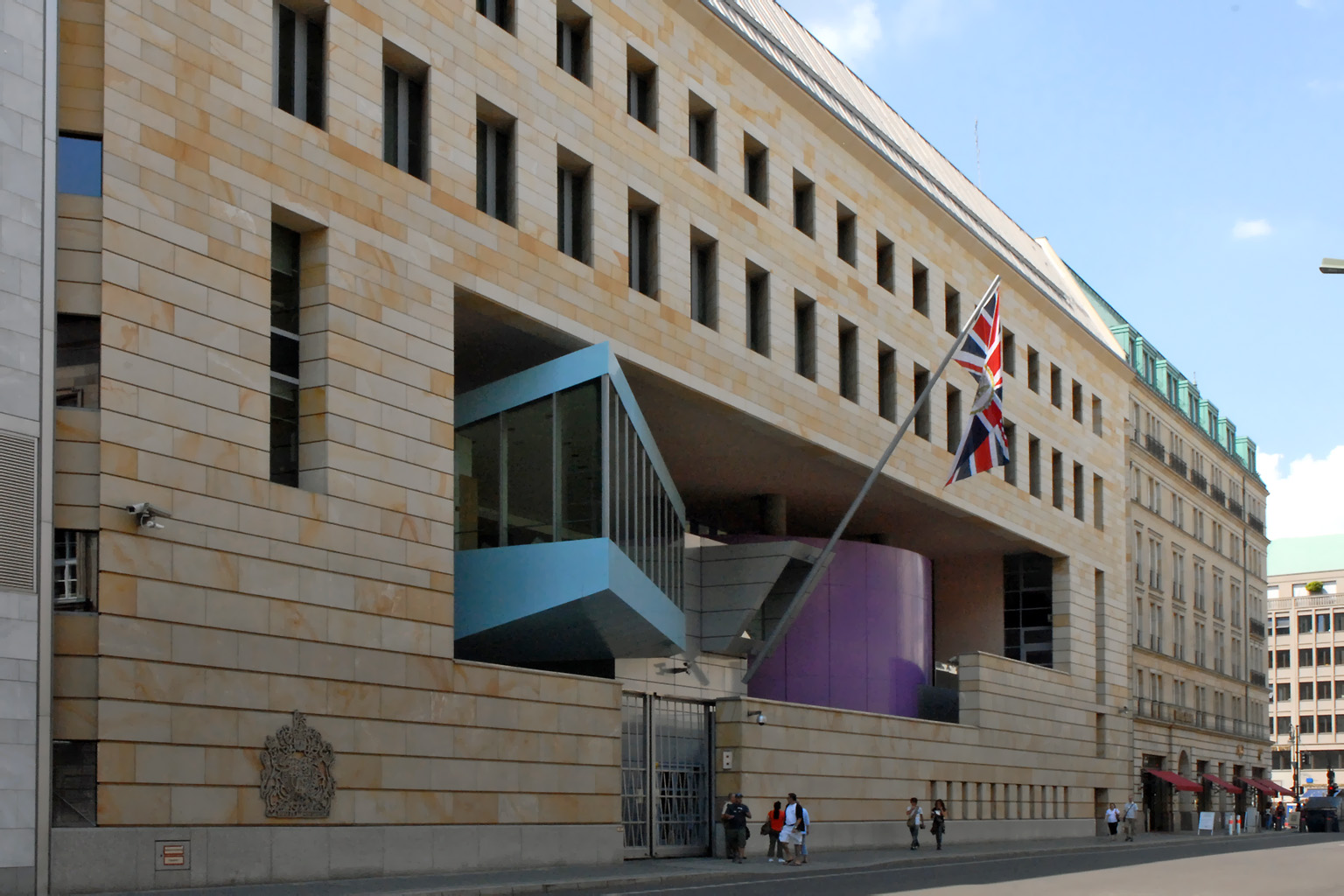
Britské velvyslanectví v Berlíně.

Britské velvyslanectví Berlín (německy Britische Botschaft in Berlin, anglicky The British embassy in Berlin) je diplomatická mise Spojeného království na území Německa. Současným velvyslancem (2015) je Sir Simon McDonald.
Budova velvyslanectví Spojeného království se nachází na adrese Wilhelmstrasse 70-71 v blízkosti hotelu Adlon v centru německé metropole.

## Dějiny budovy

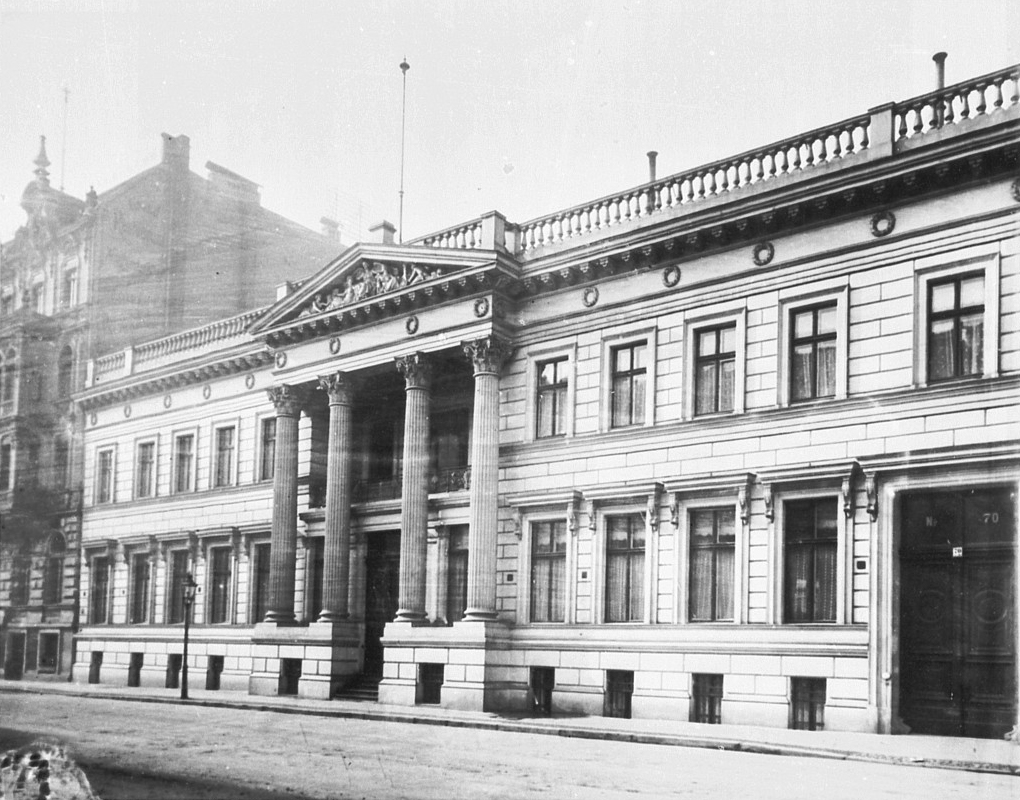
Palác Strousberg - Původní stavba nacházející se na Wilhelmstrasse 70

Původní stavba nacházející se na Wilhelmstrasse 70 je známá jako Palais Strousberg. Byla navržena Augustem Orthem a budována v roce 1868 za pomoci železničního magnáta Bethella Henry Strousberga. Wilhelmstrasse byla od počátku historickým centrem vlády v Německu. Původní velvyslanectví zde stálo mezi lety 1875–1939. Ale když byly přerušeny diplomatické vztahy po vypuknutí první světové války, byla budova opuštěna. V tomto období přežila také rozsáhlý požár. Obnovení nastalo v roce 1920, když se stal novým velvyslancem Edgar Vincent d'Abernon. S nástupem druhé světové války byly vztahy mezi oběma zeměmi opět přerušeny. Budova během války podlehla, stejně jako většina staveb v Berlíně, spojeneckému bombardování. Roku 1950 bylo její torzo strženo. Ale nárok na pozemek i tak zůstal Spojenému království. V období let 1949–1991 bylo britské velvyslanectví přemístěno do Bonnu, hlavního města Spolkové republiky Německo.
Po mnoha hlasováních a opětovném obnovení vztahů mezi oběma zeměmi se v roce 1991 rozhodla německá vláda přemístit místo britského úřadu z Bonu zpět do Berlína. Po tomto historickém rozhodnutí se společně s britskou vládou dohodlo o znovu umístění ambasády na předválečné místo na Wilhelmstrasse. V letech 1994–1995 uspořádalo společenství soutěž na výběr architekta nové budovy, kterou jednoznačně vyhrál Michael Wilford s partnery (britskou firmou se silným působením v Německu). Základy nové budovy byly položeny 29. června 1998 a nové velvyslanectví bylo slavnostně otevřeno dne 18. července 2000 královnou Alžbětou II.

## Nová budova
Základní ideou bylo vybudovat na původním místě velvyslanectví: „ambasádu pro nové milénium“. Cílem bylo reprezentovat podobu moderní Británie, její vitalitu a dynamičnost, její osobitý styl a smysl pro zábavu a otevřenost britské společnosti. Šlo tedy o vytvoření moderní a otevřené stavby, která charakterizuje vynikající vztah Spojeného království s Německem. Britské velvyslanectví je první a doposud i jediné velvyslanectví v Německu, které bylo postaveno za pomoci soukromé finanční iniciativy.

### Exteriér
Vzhled a konstrukce byly vybrány od Wilforda právě proto, že splňovaly všechna kritéria Britů. S jeho inovačním designem vytváří nové britské velvyslanectví v Berlíně významný rys Wilhelmstrasse. Architekt za pomoci použití skla a světla dal návštěvníkům dojem prezentačních a každodenních funkci celé stavby. Budova nové britské ambasády má šest podlaží, které tvoří přibližně 9000 m² plochy. Projekt obsahuje nádvoří se zimní zahradou přes kterou přechází denní světlo do srdce stavby a poskytuje větrání pro všechny kanceláře.

### Interiér
Myšlenka otevřenosti je přenesena i do interiéru, kde diplomaté již nepracují za pevně uzavřenými dveřmi. Jejich práce má dnes představovat jejich zem, Spojené království, otevřenou širokému publiku jak je jen možné. Důležitým prvkem nového velvyslanectví je přístupnost pro veřejnost. Veřejně přístupné plochy jsou využívány pro různé příležitosti jako např. recepce, diskuse, konference, výstavy a koncerty.

#### Anglický dub
Na nádvoří nového britského velvyslanectví byl vysazen dub letní (tzv. anglický dub). Dub byl pěstován ve školce Lorenz von Ehren v Hamburku a je starý kolem padesáti let. Strom představuje vzpomínku na Dereka Fatchetta, ministra zahraničí. Je přibližně 12 m vysoký a 8 m široký. Kmen má průměr kolem 90 cm. Dub naznačuje symbol souvislosti, sdružování starých a nový a nápadný kontrast mezi přírodou a lidským výtvorem. Architekt budovy nového velvyslanectví Michael Wilford porovnal krásu nepravidelného a jedinečného tvaru stromu pod berlínskou oblohou s otevřeným nádvořím tvořeným ostrými, rovnými ocelovými konstrukcemi nesoucími průhlednou střechu zimní zahrady.